# Monte Bintuod
Monte Bintuod es una montaña en la Sierra Madre, en la provincia de Nueva Vizcaya, en el país asiático de las Filipinas. Es probablemente el pico más alto de la cordillera más larga de Filipinas, con una primera medición basada en el GPS de 1.935 metros sobre el nivel del mar, de una expedición en abril de 2012. No hay registros sobre cuando se realizó la primera ascensión, pero la gente de tribus locales han establecido rutas para acceder al lugar.